# Die Rache des Coyoten
Die Rache des Coyoten (Originaltitel: La justicia del Coyote) ist ein spanisch-mexikanischer Abenteuerfilm, die Fortsetzung zu Der Coyote. Erneut führte Joaquín Luis Romero Marchent Regie bei dem im deutschen Sprachraum am 6. April 1956 in gekürzter Form erstaufgeführten Films.

## Handlung
Don Cesar de Echague führt in seiner Maskierung als Rächer „El Coyote“ den Kampf gegen Ungerechtigkeiten und Rechtsbeugung durch die amerikanischen Truppen gegen die hispanische Bevölkerung Kaliforniens zu Mitte der 1840er Jahre fort. Gleichzeitig wirbt er als unauffällig lebender Adliger um die reizende Leonor de Acevedo. Diese weist ihn zunächst zurück, da sie ihn nur als feigen Edelmann kennt, belohnt ihn jedoch mit ihrer Liebe, als sie seine wahre Berufung kennenlernt.

## Kritik
„Inhaltlich und darstellerisch wenig ergiebig, aber beeindruckend fotografiert.“, urteilte das Lexikon des internationalen Films.

## Weitere El Coyote-Filme
- 1954: Der Coyote
- 1963: Mit Colt und Maske
- 1997: La vuelta de El Coyote